# Ysane distrikt
Ysane distrikt är ett distrikt i Sölvesborgs kommun och Blekinge län. 
Distriktet ligger nordost om Sölvesborg.

## Tidigare administrativ tillhörighet
Distriktet inrättades 2016 och utgörs av socknen Ysane i Sölvesborgs kommun.
Området motsvarar den omfattning Ysane församling hade vid årsskiftet 1999/2000.